# مارک بامبک
مارک بامبک (به انگلیسی: Mark Bomback) یک فیلمنامه‌نویس آمریکایی، اصالتاً اهل نیو راشل، نیویورک است. بامبک فارغ التحصیل دانشگاه وسلین است و در آنجا در رشته ادبیات انگلیسی و مطالعات فیلم تحصیل کرده‌است.

## آثار فیلم‌نامه نویسی
- تماس شبانه (نویسنده) (۱۹۹۸)
- موهبت الهی (نویسنده) (۲۰۰۴)
- جان‌سخت ۴ (نویسنده) (۲۰۰۷)
- فریب (نویسنده) (۲۰۰۸)
- مسابقه تا کوه جادوگران (نویسنده) (۲۰۰۹)
- توقف‌ناپذیر (نویسنده) (۲۰۱۰)
- ولورین (نویسنده) (۲۰۱۳)
- طلوع سیاره میمون‌ها (نویسنده) (۲۰۱۴)
- جنگ برای سیاره میمون‌ها (نویسنده) (۲۰۱۷)
- هنر مسابقه در باران (نویسنده) (۲۰۱۹)
- پرنده سفید (نویسنده) (۲۰۲۲)